# Pietrasanta
Pour les articles homonymes, voir Pietrasanta (homonymie).
Pietrasanta est une ville de la province de Lucques, dans la région Toscane, en Italie.

## Culture
L'activité principale de Pietrasanta est axée sur l'art. Sept fonderies artistiques de bronze existent dans la ville. Des artistes de renommée mondiale viennent y travailler, ainsi Fernando Botero, Ivan Theimer, Cyril de La Patellière, Jean-Michel Folon, Françoise Abraham, etc. En outre, le travail du marbre y est important, depuis les romains. Le marbre étant extrait des carrières de Carrare très proches.
On peut y voir plusieurs statues monumentales offertes à la ville par leur créateur Fernando Botero qui habite la ville avec sa femme Sophía Vári, également sculpteur.

## Monuments et lieux d'intérêt
- La Forteresse de Sala
- La Petite forteresse Arrighina

## Administration
| Période                                  | Période  | Identité         | Étiquette     | Qualité |
| ---------------------------------------- | -------- | ---------------- | ------------- | ------- |
| 8 avril 2005                             | En cours | Massimo Mallegni | Centro-Destra |         |
| Les données manquantes sont à compléter. |          |                  |               |         |

### Hameaux
Capezzano Monte, Capriglia, Valdicastello, Crociale, Ponterosso, Marina di Pietrasanta (Fiumetto, Tonfano, Motrone, Focette), Vallecchia, Solaio, Vitoio, Castello, Strettoia, Centoquindici.

### Communes limitrophes
Camaiore, Forte dei Marmi, Montignoso, Seravezza, Stazzema

### Évolution démographique
Habitants recensés

## Jumelages
- Villeparisis (France)
- Écaussinnes (Belgique)
- Linköping (Suède)
- Montgomery (États-Unis) (Alabama)

## Personnalités
- Georg Viktor (1953-), sculpteur allemand, vit et travaille à Pietrasanta depuis 1979.